# Petr Krčál
Petr Krčál, né le 20 août 1964 à Velké Meziříčí, est un homme politique tchèque, membre du parti social-démocrate tchèque (ČSSD).